# Gazzetta di Firenze (1814-1848)
La Gazzetta di Firenze fu un giornale trisettimanale stampato a Firenze dal 1814 al 1848. Fu il giornale ufficiale del Granducato di Toscana.

Usciva nelle giornate di martedì, giovedì e sabato.